# Pitman-Kurzschrift

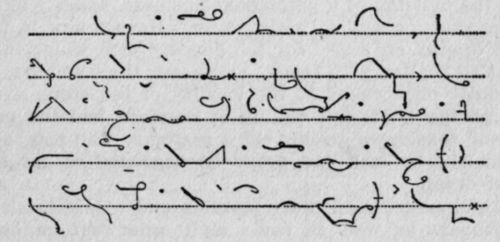
Beispiel der Pitman-Kurzschrift

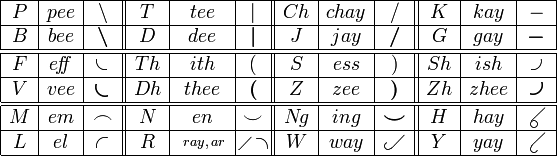
Konsonantenzeichen

Die Pitman-Kurzschrift ist ein Kurzschriftsystem für die englische Sprache. Sie wurde 1837 von Isaac Pitman erstmalig vorgestellt und in den folgenden Jahren weiterentwickelt. Spätere Varianten sind Pitman New Era (1922) und Pitman 2000 (1975).
Sie ist eine phonematische Schrift, bei der also die Schriftzeichen nicht den Buchstaben der Standard-Rechtschreibung entsprechen, sondern Laute darstellen.
Die Zeichen für Konsonanten sind geometrische Zeichen, deren Bedeutung durch ihre Form und Strichstärke gegeben ist und (anders als in der Deutschen Einheitskurzschrift) nicht von ihrer Lage abhängt. Zeichen für Vokale sind Punkte oder Striche, die in die Folge der Konsonantenzeichen eingefügt werden, und deren Bedeutung dann auch von ihrer Höhenlage abhängt. Weitere Zeichen repräsentieren spezielle Lautkombinationen, auch gibt es einige Kürzel für häufige Wörter.
Über einen 2016 erstellten Vorschlag, die Zeichen der Pitman-Kurzschrift in Unicode aufzunehmen, wurde mit Stand 2025 (Unicode Version 17.0) nicht entschieden. 